# Lijst van voetbalinterlands Grenada - Nederlandse Antillen
Deze lijst van voetbalinterlands is een overzicht van alle officiële voetbalwedstrijden tussen de nationale teams van Grenada en de Nederlandse Antillen. De landen speelden tot op heden zeven keer tegen elkaar. De eerste ontmoeting, een groepswedstrijd tijdens de Caribbean Cup 1989, werd gespeeld op 6 juli 1989 in Bridgetown (Barbados). Het laatste duel, een kwalificatiewedstrijd voor de Caribbean Cup 2008, vond plaats in Willemstad op 31 juli 2008.

## Wedstrijden
| № | Plaats         | Datum            | Competitie                      | Wedstrijd                      | Uitslag |
| - | -------------- | ---------------- | ------------------------------- | ------------------------------ | ------- |
| 1 | Bridgetown     | 6 juli 1989      | Caribbean Cup 1989              | Grenada − Nederlandse Antillen | 1 − 1   |
| 2 | Saint George's | 27 april 1990    | Caribbean Cup 1990 kwalificatie | Grenada − Nederlandse Antillen | 1 − 1   |
| 3 | Bridgetown     | 8 maart 1992     | Caribbean Cup 1992 kwalificatie | Grenada − Nederlandse Antillen | 0 − 1   |
| 4 | Willemstad     | 23 maart 1996    | Caribbean Cup 1996 kwalificatie | Nederlandse Antillen − Grenada | 0 − 1   |
| 5 | Willemstad     | 4 mei 1999       | Caribbean Cup 1999 kwalificatie | Nederlandse Antillen − Grenada | 1 − 3   |
| 6 | Willemstad     | 6 september 2006 | Caribbean Cup 2007 kwalificatie | Nederlandse Antillen − Grenada | 1 − 1   |
| 7 | Willemstad     | 31 juli 2008     | Caribbean Cup 2008 kwalificatie | Nederlandse Antillen − Grenada | 2 − 0   |

## Samenvatting
| Competitie                 | Totaal gespeeld | Winst Grenada | Gelijk | Winst Ned. Ant. | Doelsaldo Grenada – Ned. Ant. |
| -------------------------- | --------------- | ------------- | ------ | --------------- | ----------------------------- |
| Caribbean Cup              | 1               | 0             | 1      | 0               | 1 − 1                         |
| Caribbean Cup-kwalificatie | 6               | 2             | 2      | 2               | 6 − 6                         |
| Totaal                     | 7               | 2             | 3      | 2               | 7 − 7                         |

Wedstrijden bepaald door strafschoppen worden, in lijn met de FIFA, als een gelijkspel gerekend.
GFA · A-internationals · Bondscoaches · Statistieken · Grenediaans vrouwenelftal · Olympisch elftal
1978 – 1989 · 
1990 – 1999 · 
2000 – 2009 · 
2010 – 2019 ·
2020 − 2029
CGC 2009 · 
CGC 2011 ·
CGC 2021
Amerikaanse Maagdeneilanden ·
Andorra ·
Anguilla ·
Antigua en Barbuda ·
Aruba ·
Barbados ·
Belize ·
Bermuda ·
Britse Maagdeneilanden ·
Costa Rica ·
Cuba ·
Curaçao ·
Dominica ·
El Salvador ·
Gibraltar ·
Guatemala ·
Guyana ·
Haïti ·
Honduras ·
Jamaica ·
Kaaimaneilanden ·
Montserrat ·
Nederlandse Antillen ·
Noorwegen ·
Panama ·
Puerto Rico ·
Qatar ·
Rusland ·
Saint Kitts en Nevis ·
Saint Lucia ·
Saint Vincent en de Grenadines ·
Suriname ·
Taiwan ·
Trinidad en Tobago ·
Verenigde Staten
NAVU · A-internationals · Nederlands-Antilliaans vrouwenelftal · Olympisch elftal
Antigua en Barbuda ·
Aruba ·
Bahama's ·
Barbados ·
Bermuda ·
Colombia ·
Costa Rica ·
Cuba ·
Denemarken ·
Dominicaanse Republiek ·
El Salvador ·
Grenada ·
Guatemala ·
Guyana ·
Haïti ·
Honduras ·
Jamaica ·
Kaaimaneilanden ·
Mexico ·
Nederland ·
Nicaragua ·
Panama ·
Puerto Rico ·
Saint Lucia ·
Saint Vincent en de Grenadines ·
Suriname ·
Trinidad en Tobago ·
Venezuela · 
Verenigde Staten